# ويليام كالدويل
ويليام كالدويل (26 فبراير 1878 - 14 يناير 1964) (بالإنجليزية: William Caldwell)‏ هو لاعب كريكت بريطاني (وحمل سابقاً جنسية المملكة المتحدة لبريطانيا العظمى وأيرلندا).

## وصلات خارجية
- ويليام كالدويل على موقع إي آس بي آن كريك إنفو (الإنجليزية)